# Kolokazja

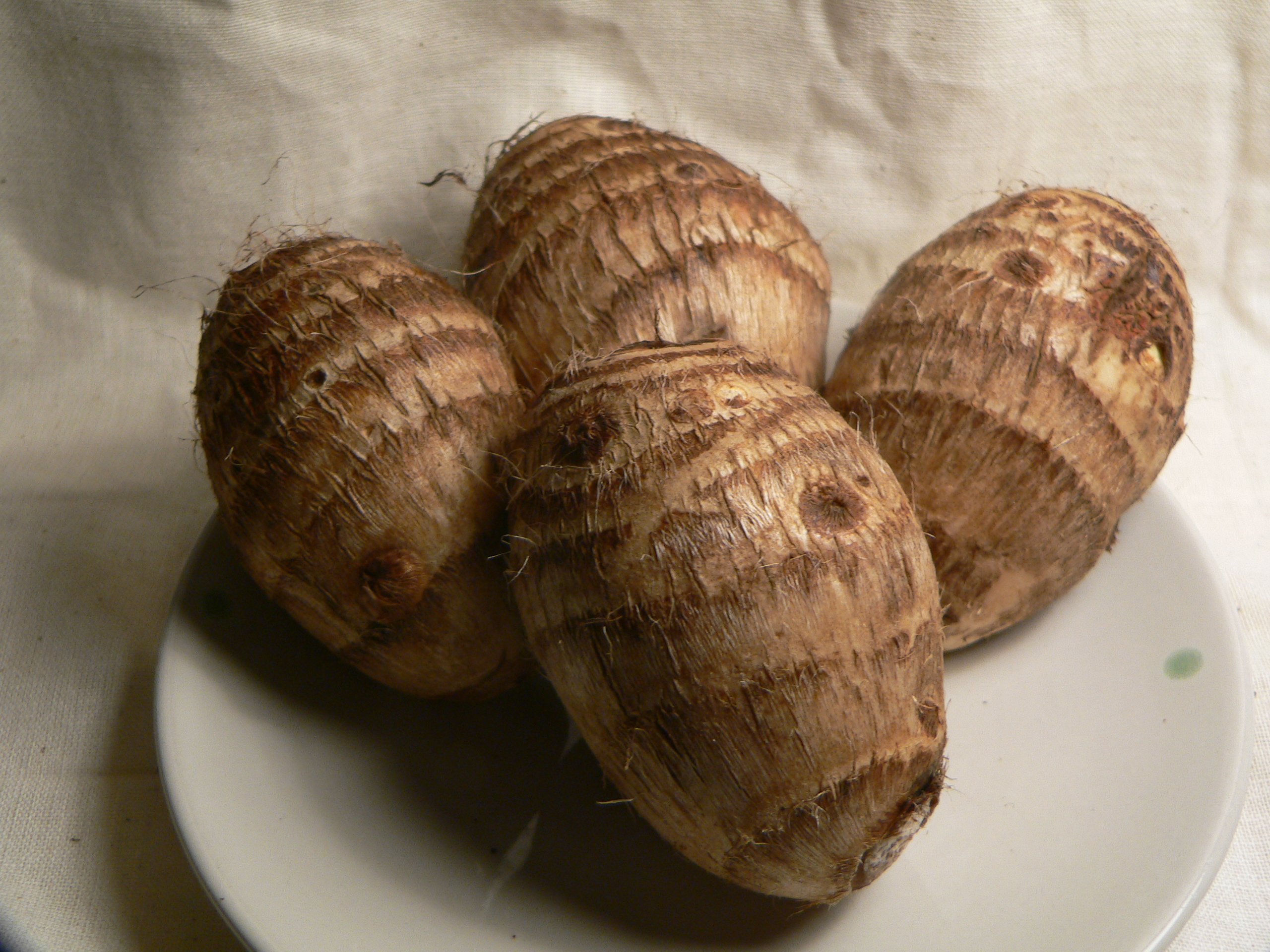
Bulwy kolokazji jadalnej

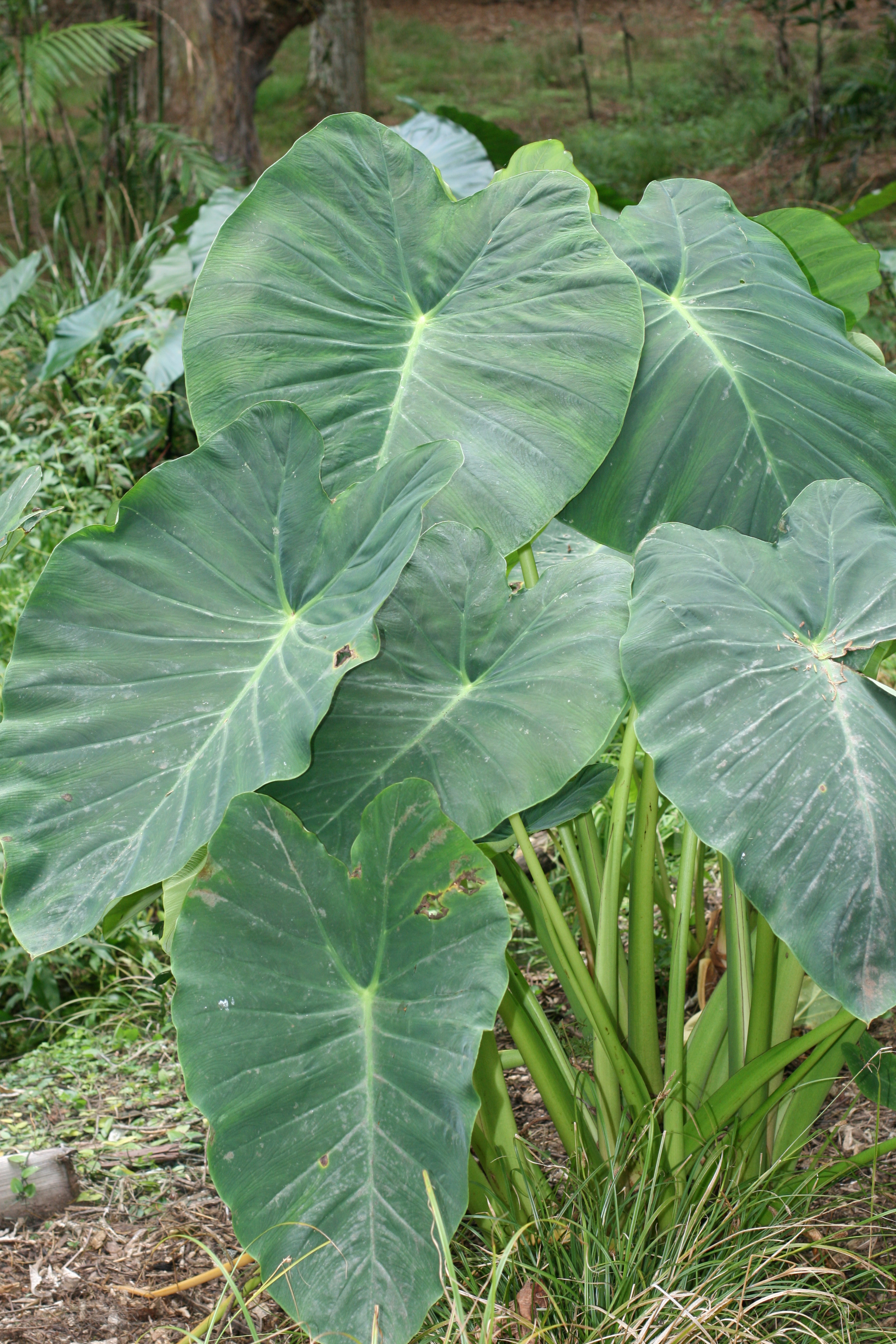
Kolokazja jadalna

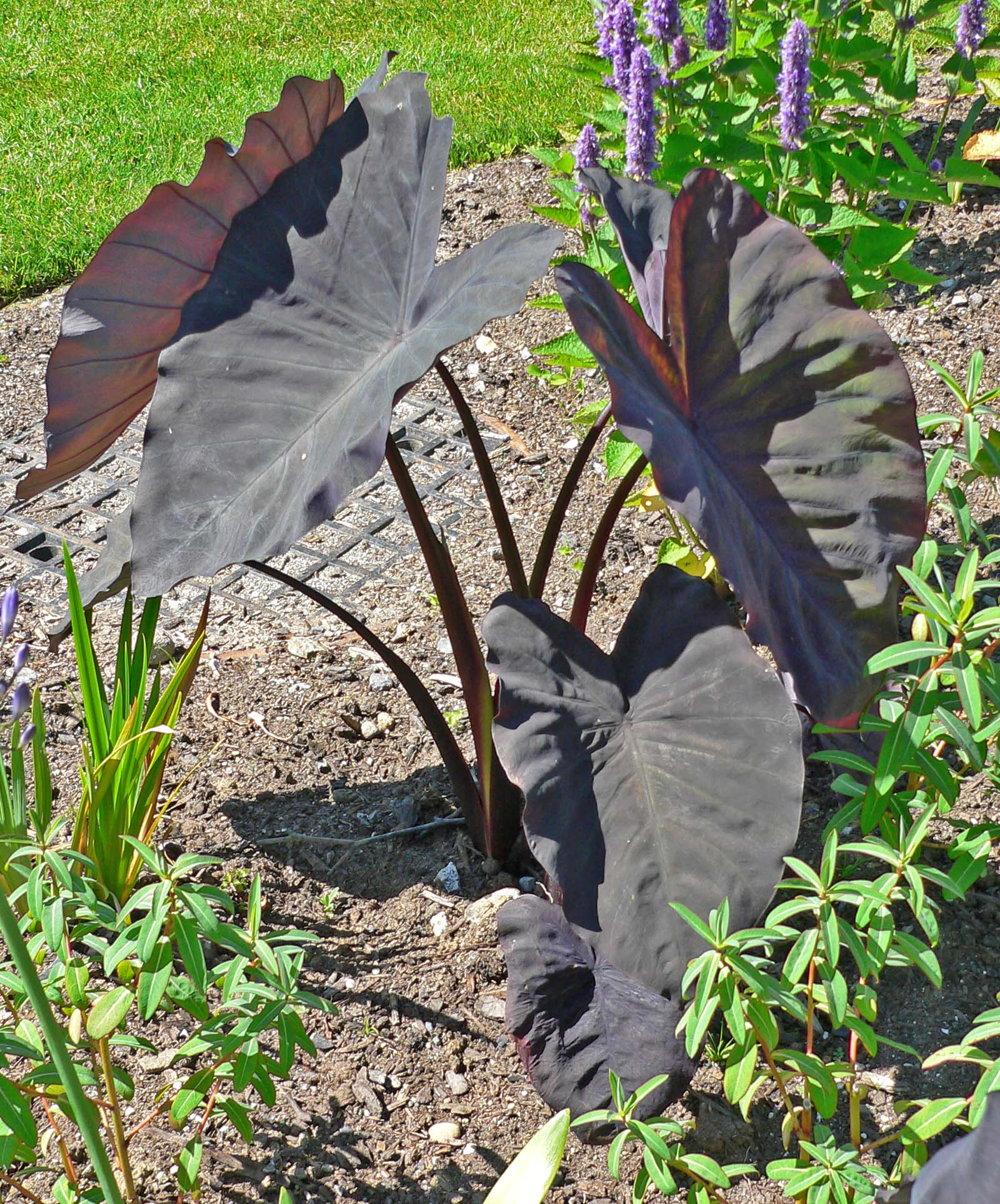
Kolokazja jadalna odmiana 'Black Magic'

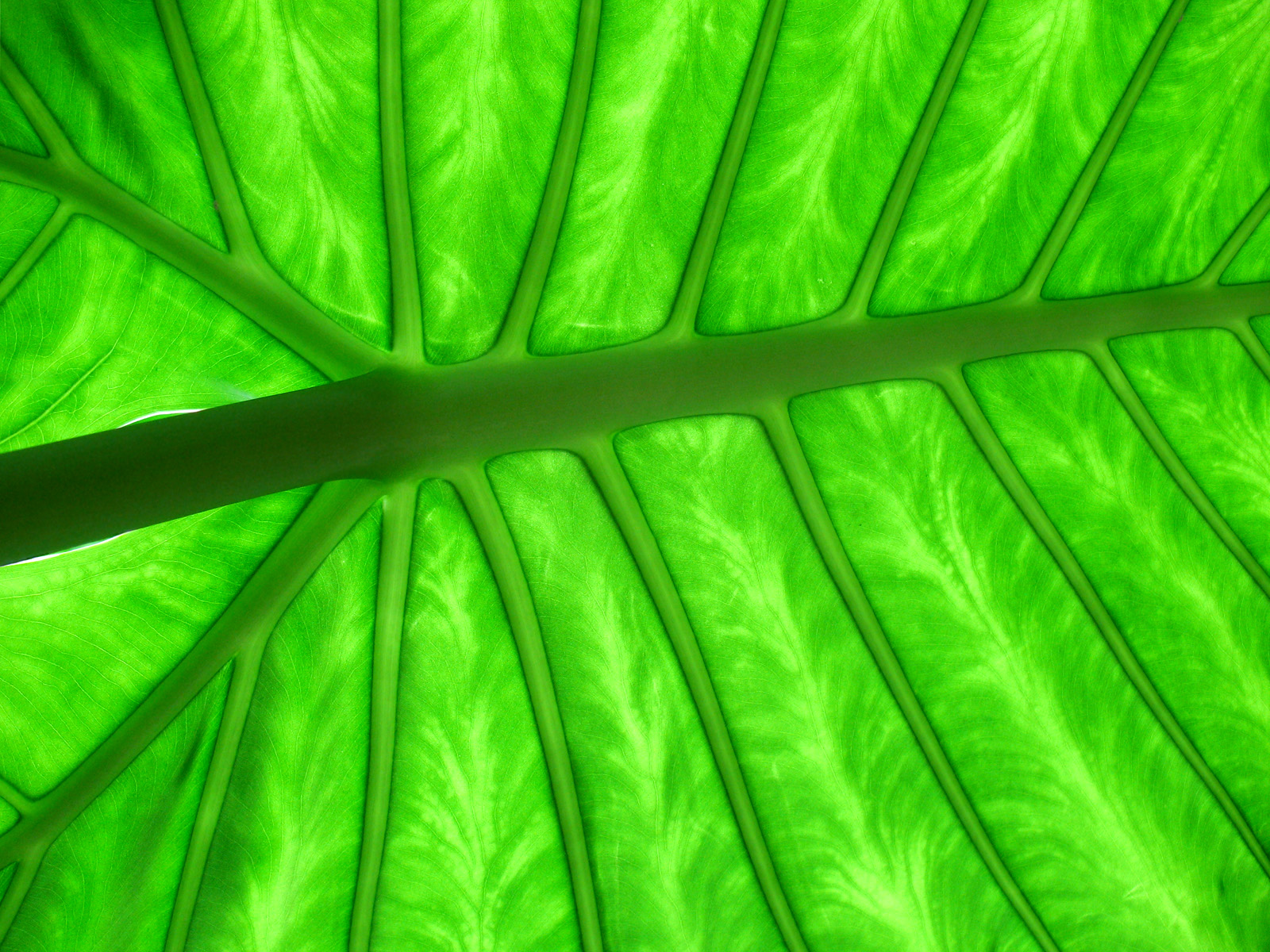
Użyłkowanie pierwszorzędowe liścia kolokazji jadalnej

Kolokazja (Colocasia Schott in Schott et Endl.) – rodzaj roślin z rodziny obrazkowatych, liczący 16 gatunków, pochodzących z tropikalnych i subtropikalnych regionów Azji, niektóre endemiczne. Kolokazja jadalna jest rośliną uprawianą przemysłowo na całym świecie, z uwagi na duże, bogate w skrobię bulwy. Nazwa naukowa rodzaju pochodzi od arabskiej nazwy kolkas lub kulkas, używanej pierwotnie w Egipcie jako nazwa zwyczajowa lotosu.

## Morfologia
PokrójŚrednie do gigantycznych i drzewiastych rośliny zielne, rosnące w kępach składających się z kilku osobników.
ŁodygaPodziemna, niemal kulista do podłużno-jajowatej bulwa pędowa o średnicy  od 2 cm (C. yuannensis) do 70 cm (C. esculenta) lub bulwiaste kłącze o wymiarach od 4–5×0,8–1,5 cm (C. fallax)  do 20–40×3–7 cm (C. menglaensis). Niekiedy (np. C. bicolor, C. gigantea) rośliny nie tworzą łodygi podziemnej, lecz płożący lub wzniesiony, zgrubiały pęd naziemny. Większość gatunków tworzy od kilku do kilkunastu cienkich, jasnozielonych lub jasnopurpurowych, poziomo płożących się stolonów, o długości od 5-10 cm (C. heterochroma) do 70–80 cm (C. lihengiae), u nasady otoczonych jasnozielonymi lub ciemnozielonymi katafilami.
LiścieRośliny tworzą kilka liści właściwych na cylindrycznych, jasnozielonych, białawozielonych,  czerwonawopurpurowych lub brązowych ogonkach, niekiedy z poprzecznymi purpurowymi liniami, o długości od 20 cm (C. tibetensis) do 120 cm (C. lihengiae, C. gigantea). Blaszki liściowe tarczowate, u większości gatunków jajowato-sercowate, w przypadku np. C. lihengiae strzałkowato-sercowate, o wymiarach od 12×6 cm (C. tibetensis) do 58×52 cm (C. gigantea), doosiowo błyszcząco zielone lub zielone z kilkoma purpurowymi plamami, odosiowo jasnozielone lub modre, z 3–9 parami jasnozielonych żyłek pierwszorzędowych, pierzaście odchodzących od żyłki głównej, zbiegających się do żyłki marginesowej.
KwiatyRośliny jednopienne, tworzące od 1 do 8 kwiatostanów, typu kolbiastego pseudancjum, pojawiających się razem z liśćmi na cylindrycznych, jasnozielonych szypułkach, o długości od 10 cm (C. tibetensis) do 54 cm (C. gigantea), dużo krótszych od ogonków liściowych. Pochwa kwiatostanu w dolnej części zwinięta, tworząca niemal cylindryczną, żółtawo-zieloną lub zieloną komorę o wymiarach od 2×1 cm (C. tibetensis) do 4–5×2 cm (C. lihengiae), oddzieloną zwężeniem od części górnej (jedynie u C. tibetensis pochwa nie zwężona), wydłużonej, łódkokształtnej do podłużno-lancetowatej, wąsko otwartej, białej, żółtawej do złotożółtej, niekiedy odchylonej, o wymiarach od 6×3 cm (C. tibetensis)  do 8,5–19×3–5,5 cm (C. gigantea), szybko odpadającej po przekwitnięciu rośliny. Kolba krótsza od pochwy, o średnicy około 0,3–2 cm, siedząca, cylindryczna, w dolnej części, na długości od 1,4 cm (C. tibetensis) do 2,6 cm (C. yuannensis), pokryta zielonymi lub żółtawymi do złotożółtych kwiatami żeńskimi, w górnej części, na długości od 1,8 cm (C. tibetensis) do 14 cm (C. gigantea) pokryta złotożółtymi lub żółtymi kwiatami męskimi. Kwiaty obu płci przeważnie oddzielone paskiem, o długości od 0,5 cm (C. tibetensis) do 4,5 cm (C. gigantea), ściętych i spłaszczonych, żółtych do kremowych, odwrotnie pyramidalnych prątniczek, niekiedy (np. u C. yuannensis) z białymi włosowatymi wyrostkami o długości do 1,5 cm. U niektórych gatunków (np. C. bicolor) kolba zakończona jest wyrostkiem, nagim lub pokrytym prątniczkami. Kwiaty żeńskie z 3 lub 4 owocolistkami. Zalążnie jajowate, odwrotnie jajowate do podłużnych, jednokomorowe z 2–5 parietalnymi łożyskami, tworzącymi wiele wrzecionowatych, niemal ortotropowych zalążków. Znamiona słupka dyskowate, siedzące. Synandria 3-12-pręcikowe, odwrotnie piramidalne, o nieregularnie kanciastej powierzchni. Pylniki równowąskie, poprzeczne, otwierające się przez krótką szczelinę na koniuszku. Pyłek bezotworowy.
OwocePodłużne, zielonkawe, aromatyczne jagody, zawierające wiele jajowatych do podłużnych nasion o zgrubiałej, podłużnie żeberkowanej łupinie. Bielmo obfite.
Gatunki podobnePrzedstawiciele rodzaju alokazja. Różnice obejmują:
- liczbę i położenie zalążków (u alokazji kilka zalążków położonych bazalnie, u kolokazji wiele położonych parietalnie),
- aromat jagód (u alokazji bezzapachowe, u kolokazji pachnące),
- zwierzęcosiewność (u alokazji przez ptaki, u kolokazji przez ssaki),
- budowę wierzchotki kwiatostanów złożonych.

## Biologia i ekologia
RozwójWieloletnie geofity ryzomowe lub chamefity. Kwitną od marca (C. menglaensis) do sierpnia (C. lihengiae), owocują między lipcem a październikiem.
Interakcje z innymi gatunkamiKolokazje są roślinami żywicielskimi dla motyli z gatunków Prodenia litura i Pericallia ricini oraz chrząszcza Monolepta signata z rodziny stonkowatych, które żerują na liściach. Więdnące liście kolokazji są zasiedlane przez grzyby z rodzaju Phyllosticta (np. Phyllosticta colocasiae, Phyllosticta colocasiicola i Phyllosticta colocasiophila).
SiedliskoTropikalne lasy deszczowe. Na wapieniach (np. C. lihengiae), w wilgotnych, zacienionych miejscach wzdłuż strumieni (np. C. yuannensis, C. bicolor), na brzegach lasów (np. C. tibetensis), zboczach wzgórz (np. C. bicolor, C. gigantea, C. mannii) lub w leśnych kotlinach (np. C. fallax). Występują na wysokości od 600 do 1400 m n.p.m.
GenetykaLiczba chromosomów 2n = 28, 42.

## Systematyka
Pozycja rodzaju według Angiosperm Phylogeny Website (aktualizowany system APG IV z 2016)Należy do plemienia Colocasieae, podrodziny Aroideae, rodziny obrazkowatych, rzędu żabieńcowców w kladzie jednoliściennych.
Pozycja rodzaju według systemu Reveala z roku 2007 (2010)Gromada okrytonasienne (Magnoliophyta Cronquist, Takht. & Zimmerm. ex Reveal), podgromada Magnoliophytina (Frohne & U. Jensen ex Reveal), klasa Magnoliopsida (Brongn.), podklasa żabieńcowe (Alismatidae Takht.), nadrząd obrazkopodobne (Aranae Thorne ex Reveal), rząd obrazkowce (Arales Juss. ex Bercht. & J. Presl), rodzina obrazkowate (Araceae Juss.).
Pozycja rodzaju według Crescent Bloom (system Reveala z lat 1993–1999)Gromada okrytonasienne (Magnoliophyta Cronquist), podgromada Magnoliophytina (Frohne & U. Jensen ex Reveal), klasa jednoliścienne (Liliopsida Brongn.), podklasa obrazkowe (Aridae Takht.), nadrząd obrazkopodobne (Aranae Thorne ex Reveal), rząd obrazkowce (Arales Dumort.), rodzina obrazkowate (Araceae Juss.), podrodzina Colocasioideae Engl., plemię Colocasieae (Schott) Brongn., podplemię Colocasiinae Schott in Schott & Endl.
Gatunki
- Colocasia affinis Schott
- Colocasia bicolor C.L.Long & L.M.Cao
- Colocasia esculenta (L.) Schott – kolokazja jadalna
- Colocasia fallax Schott
- Colocasia formosana Hayata
- Colocasia gaoligongensis H.Li & C.L.Long
- Colocasia gigantea (Blume) Hook.f. – kolokazja olbrzymia
- Colocasia gongii C.L.Long & H.Li
- Colocasia heterochroma H.Li & Z.X.Wei
- Colocasia konishii Hayata
- Colocasia lihengiae C.L.Long & K.M.Liu
- Colocasia mannii Hook.f.
- Colocasia menglaensis J.T.Yin
- Colocasia oresbia A.Hay
- Colocasia tibetensis J.T.Yin
- Colocasia yunnanensis C.L.Long & X.Z.Cai

## Zastosowanie
Rośliny jadalneKolokazja jadalna jest uprawiana przemysłowo z uwagi na bogate w skrobię bulwy, zwane taro lub dasheen, osiągające wagę 4 kg, a także młode liście, które po ugotowaniu są jadane jako jarzyna. Bulwy kolokazji jadalnej na surowo są trujące, przed spożyciem muszą być ugotowane lub upieczone.
Rośliny ozdobneZ uwagi na bardzo atrakcyjne ulistnienie kolokazje uprawiane są jako rośliny ogrodowe (w krajach o klimacie tropikalnym i subtropikalnym), pokojowe, paludaryjne i jako akwaterraryjne. Są one również szeroko rozpowszechnione w ogrodach botanicznych.

## Uprawa
WymaganiaWszystkie rośliny z rodzaju kolokazja wymagają podłoża żyznego i bogatego w próchnicę; optymalna jest mieszanka torfu, piasku i kompostu. Rośliny wymagają też regularnego nawożenia. Najlepiej rosną na stanowisku osłoniętym, ale dobrze oświetlonym. Wymagają wysokiej wilgotności powietrza i obfitego podlewania.
PielęgnacjaDla roślin uprawianych z uwagi na walory ozdobne istotne znaczenie ma utrzymywanie stałej wilgotności powietrza. Blaszki liściowe roślin narażone na suche powietrze szybko zasychają.
RozmnażaniePrzez podział bulw, ukorzenianie rozłogów lub z nasion. Do powstania nowej rośliny wystarczy wierzchołek bulwy z koroną liści.
Produkcja na świecieAreał uprawy taro na świecie w roku 2008 przekraczał 1,6 miliona hektarów, z których zebrano niemal 12 milionów ton bulw.